# Vingarne
Vingarne è un film muto del 1916 diretto da Mauritz Stiller. Il soggetto è tratto dal romanzo Mikaël di Herman Bang. Nel 1924, ne verrà fatto un altro adattamento per lo schermo da Carl Theodor Dreyer. Il regista danese girerà in Germania il film Michael (o Mikaël) che in Italia prenderà il titolo Desiderio del cuore.

## Produzione
Il film fu prodotto dalla Svenska Biografteatern AB. Venne girato a Lidingö, Stockholms län.

## Distribuzione
Distribuito dalla Svenska Bios Filmbyrå, il film uscì nelle sale cinematografiche svedesi il 4 settembre 1916. Negli Stati Uniti, il film uscì con il titolo The Wings